# Bar v Folies-Bergère
Bar v Folies-Bergère (francosko Un bar aux Folies Bergère), naslikana in razstavljen na Pariškem salonu leta 1882, velja za zadnje veliko delo francoskega slikarja Édouarda Maneta. Prikazuje prizor v nočnem rave klubu Folies Bergère v Parizu. Slika je prvotno pripadala skladatelju Emmanuelu Chabrierju, ki je bil Manetov tesen prijatelj. Chabrier jo je obesil nad klavir. Slika je trenutno v galeriji Courtauld v Londonu.
Manet je sliko naredil, ko je bil že zelo bolan, zato ni naslikana in situ ampak so mu bar postavili v ateljeju in mu je točajka hodila pozirat. Ozadje je narejeno po spominu.

## Slika
Slika ponazarja Manetovo predanost realizmu v podrobni predstavitvi sodobne scene. Številne značilnosti so zmedle kritike, vendar so se skoraj vse od njih izkazale kot utemeljene, slika pa je bila predmet številnih priljubljenih in znanstvenih člankov. 
Osrednja figura stoji pred ogledalom, čeprav so kritiki, ki obtožujejo Maneta o nepoznavanju perspektive in navajanju različnih nemožnosti na sliki, razpravljali o tej točki, odkar so bili objavljeni prvi pregledi. Leta 2000 pa se je pokazalo, da je fotografija, posneta z ustrezne točke stopenjske rekonstrukcije, reproducirala prizor, kot ga je naslikal Manet.  V skladu s to rekonstrukcijo se je pokazalo, »da je pogovor, za katerega so mnogi domnevali, da se dogaja med barmanko in gospodom, optični trik; moški stoji zunaj slikarjevega vidnega polja, levo in gleda stran od natakarice, namesto da stoji pred njo«. Kot se zdi, mora opazovalec stati na desni in bližje kot človek, katerega odsev se pojavi na desnem robu slike. To je nenavadno odstopanje od osrednjega vidika, ki ga običajno predvidevamo pri ogledu slik, narisanih glede na perspektivo.
Uveljavljanje prisotnosti ogledala je bilo ključno za mnoge sodobne interprete . Zagotavlja smiselno vzporednico z Las Meninas  Diega Velázqueza, mojstrovino po mnenju umetnika Maneta, ki jo je občudoval. Ta tema se je precej razvila, saj jo je Michel Foucault predstavil v svoji knjigi The Order of Things (1966). 
Umetnostni zgodovinar Jeffrey Meyers opisuje namerno igro o perspektivi in očitno kršitev operacij ogledal: »Za njo in za celotno dolžino slike s štirimi in petimi metri je zlati okvir velikanskega ogledala. Francoski filozof Maurice Merleau-Ponty je zrcalo imenoval 'instrument univerzalne magije, ki stvari spreminja v očala, očala v stvari, mene v druge in druge v mene'. Gledalci stojimo nasproti natakarice na drugi strani pulta in gledamo odsev v ogledalu, vidimo točno to, kar vidi ... Kritika je opazila, da je Manetova predhodna študija pokazala, da se je umaknila v desno, medtem ko je v končnem platnu zelo v središču pozornosti. Čeprav jo je Manet premaknil z desne na sredino, je držal svoj odsev na desni, gledal v zrcalo, se zdi, da je zapletena s stranko; v pogledu v obraz je samozavestno umaknjena in oddaljena.
Slika je bogata s podrobnostmi, ki dajejo namig družbenemu razredu in okolju. Ženska v baru je resnična oseba, znana kot Suzon, ki je delala v Folies-Bergère v zgodnjih 1880-ih. Manet jo je za svojo sliko postavil v svojem studiu. Z vključitvijo jedi pomaranč v ospredje, Manet identificira točajko kot prostitutko, v skladu z umetnostnim zgodovinarjem Larry L. Ligom, ki pravi, da Manet običajno povezuje pomaranče s prostitucijo v svojih slikah. T. J. Clark pravi, da je natakarica »namenjena predstavljanju ene od prostitutk, ki je bila v Folies-Bergère znana«, in je zastopana »kot prodajalka in blago - nekaj, kar je treba kupiti skupaj s pijačo«. 
Med druge pomembne podrobnosti spada tudi par zelenih nog v zgornjem levem kotu, ki pripadajo umetniku na trapezu, ki nastopa nad gosti restavracije. Prikazane steklenice piva zlahka prepoznajo z rdečim trikotnikom na etiketi, kot je Bass Pale Ale in očitna prisotnost te angleške znamke namesto nemškega piva je bila interpretirana kot dokumentacija protinemškega razpoloženja v Franciji v desetletju po francosko-pruski vojna. 

## Kulturne reference
Leta 1934 je nastal balet Bar aux Folies-Bergère s koreografijo Ninette de Valois, na glasbo Emmanuela Chabrierja  in temelji na Manetovi sliki . Film The Private Affairs of Bel Ami iz leta 1947 zvesto omenja Bar v Folies-Bergèreu, ki je v filmu devetinštirideset minut v filmu s podobno igralko, setom in rekviziti, ko glavni liki vstopijo v okolje.
Slika je bila navdih pesmi (verjetno Sydney Carter) v popularni gledališki produkciji The Lyric Revue v Londonu leta 1951. Refren je bil »Oh, kako dolgo hočem nazaj v svojo drago Britanijo ... Toda usoda me je izbrala za bar v Folies-Bergèresu«.
Slika The Bar (1954) avstralskega umetnika Johna Bracka, ki prikazuje sorazmerno mračno in strogo melbournsko barsko sceno, je ironična referenca na Bar v Folies-Bergère. 
V filmu Eddieja Murphyja iz leta 1988, ki prihaja v Ameriko, na prizorišču zabave v McDowellovi hiši, je na sliki nad kavčem osrednja ženska figura nadomeščena s temno oblečeno žensko. 
Kanadski umetnik Jeff Wall se v svojem delu Picture for Women (1979) sklicuje na Bar v Folies-Bergère . Besedilo Tate Modern za sliko iz razstave leta 2005–2006 Jeff Wall Photographs 1978–2004 opisuje vpliv Manetovega slikarstva.

## SKlici
1. ↑  Malcolm Park, Ambiguity, and the Engagement of Spatial Illusion within the Surface of Manet's Paintings (PhD diss., University of New South Wales, Australia, 2001).
2. ↑  Thierry de Duve, "Intentionality and Art Historical Methodology: A Case Study". Nonsite.org Issue #6, July 1, 2012  ; builds and corrects previous work  Thierry de Duve, How Manet's A Bar at the Folies-Bergere is Constructed, Critical Enquiry, Vol. 25, No. 1, Autumn 1998, pp. 136-168.
3. ↑  "Manet's Bar at the Folies-Bergère: One Scholar's Perspective", www.getty.edu. Retrieved July 20, 2012.
4. ↑  Bradford R. Collins, ed., 12 Views of Manet's Bar, Princeton, New Jersey: Princeton University Press, 1996
5. ↑  Foucault je govoril o Manetovem "Baru" v umetniški galeriji Albright-Knox v Buffalu 8. aprila 1970. Načrtoval je knjigo o Manetovi sliki in leta 1970/1 podal vrsto predavanj, projekt je bil opuščen; glej  Cahiers de L'Herne: Michel Foucault , marec 2011
6. ↑  Jeffrey Meyers, Impressionist Quartet: The Intimate Genius of Manet and Morisot, Degas and Cassatt. New York: Harcourt, 2005. p. 77
7. ↑  Doris Lanier, Absinthe, the Cocaine of the Nineteenth Century: A History of the Hallucinogenic Drug and Its Effect on Artists and Writers in Europe and the United States, McFarland, 2004, pp. 102–103.  ISBN 0786419679
8. ↑  Kenneth Bendiner, Food In Painting: From The Renaissance To The Present, Reaktion Books, 2004, pp. 73–74. ISBN 1861892136
9. ↑  Rambert, Marie. Quicksilver: an autobiography. Papermac (Macmillan Publishers Ltd), London, 1983, p157.
10. ↑  »The great art robbery«. The Age. 14. april 2006.
11. ↑  »Coming to America (1988)« – prek www.imdb.com.
12. ↑  »Tate Modern National Gallery, London UK; Jeff Wall Photographs 1978-2004«. 21. oktober 2005. Arhivirano iz prvotnega spletišča dne 26. oktobra 2007. Pridobljeno 2. novembra 2007.
13. ↑  Merritt, Naomi. "Manet's Mirror and Jeff Wall's Picture for Women: Reflection or Refraction?" Arhivirano 2010-06-05 na Wayback Machine. Emaj (Electronic Melbourne Art Journal), Issue 4, 2009. Merritt discusses the role of the mirror in this work.